# Salubri
Los Salubri son un clan ficticio del juego de rol Vampiro: la mascarada y de Vampiro: Edad Oscura. Este clan provenía del Medio Oriente, y estaba compuesto en origen de sabios sanadores y de guerreros sagrados.

## La Ascensión y la Caída
Durante mucho tiempo los dos linajes Salubri fueron respetados, y su fundador, Saulot, era considerado un ejemplo de virtud sin mácula.
Tras la aparición de los Baali, los Salubri guerreros y sus aliados del clan Assamita, fueron diezmados, aunque la mayor parte de las bajas fueron del clan de los unicornios, quedando la línea de los guerreros sagrados casi extinta.
Durante la Edad Media, el sueño del fundador del clan fue interrumpido por una cábala de antiguos magos mortales que se habían convertido recientemente en vampiros. Su líder, un poderoso miembro fundador de la Orden de Hermes llamado Tremere cometió amaranto sobre el supuestamente indefenso Saulot, convirtiéndose en un antediluviano.
Los Salubri entonces fueron objeto de una doble persecución por parte de los miembros del recién creado clan Tremere. De una parte eran difamados como ladrones de almas, y por otra eran cazados como vulgares ratas. En pocas décadas los Salubri descubrieron que apenas tenían aliados, y lo que es peor, que nadie iba a llorar la desaparición de su clan.

## Situación Actual
En la actualidad solo existen al mismo tiempo siete miembros del linaje principal. Se rumorea que estos se afanan en la búsqueda de la Golconda, y una vez lograda engendran un chiquillo para que este comenta amaranto sobre él, y así ascender a los cielos mientras el chiquillo gana poder para enfrentarse a un mundo en su contra.
Sin embargo es posible que quede algún Salubri en el Lejano Oriente, donde dicen que moró durante mucho años Saulot, y donde es posible que los Tremere no hayan podido llegar.
Por otro lado, el linaje guerrero que se creía perdido, ha reaparecido con fuerza en lo que se ha denominado la Antitribu Salubri (lo cual es algo irónico pues son mayores en número que el supuesto linaje principal). Los Salubri Antitribu son fieles guerreros del Sabbat, y profesan un odio eterno al clan Tremere.

## Enlaces
- Las Crónicas Salubri

- Datos: Q6117579